# Margareta Arteška
Margareta (1285. – 1311.), pripadnica kuće Artois, bila je najstarije dijete Filipa Arteškoga i njegove supruge Blanke Bretonske. Margaretin muž bio je Luj, grof Évreuxa te je Margareta brakom postala grofica Évreuxa. Luj i Margareta vjenčali su se u Parizu — Luj je bio sin Filipa III. Francuskog.

## Djeca
Lujeva i Margaretina djeca:
- Marija d'Évreux

Postala je vojvotkinja brakom.
- Karlo d'Évreux

Oženio se Marijom de la Cerdom.
- Filip III. Navarski

Postao je kralj iure uxoris. Filipova je supruga bila Ivana II. Navarska.
- Margareta
- Ivana d'Évreux, kraljica Francuske